# Academia do Japão
A Academia do Japão (日本学士院, Nippon gakushiin) é uma organização honorífica fundada em 1879, que tem como objetivo reunir os principais académicos japoneses com registos notáveis nas realizações científicas. A Academia é atualmente uma organização associada com o Ministério da Educação e a sua sede está localizada no Parque Ueno, em Tóquio, no Japão. A eleição à Academia é considerada a mais alta distinção que pode reivindicar um académico e os seus membros se beneficiam de um posto vitalício e um apoio monetário anual.

## História

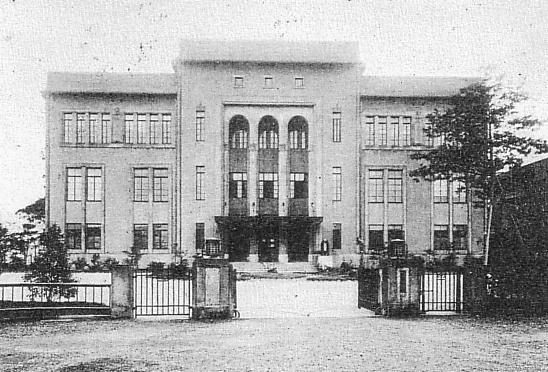
Academia Imperial do Japão em 1930.

Numa tentativa de fazer uma reprodução exata do cenário institucional encontrado em muitos países ocidentais, os líderes do governo Meiji procuraram criar uma academia nacional de académicos e cientistas, baseada no modelo da Academia Real Inglesa. A Academia do Japão foi fundada em 1879 na era Meiji como Academia de Tóquio (東京学士会院, Tōkyō Gakushi Kaiin), com Fukuzawa Yukichi sendo o primeiro presidente. Em 1906 foi reorganizada institucionalmente como Academia Imperial (帝国学士院, Teikoku Gakushiin) e em 1947 foi renomeada para Academia do Japão.

## Prémios atribuídos
O Prémio Imperial e o Prémio da Academia do Japão são concedidos a pessoas que alcançaram feitos notáveis na investigação ou que tenham publicado artigos ou livros científicos eminentes. Uma das funções mais importantes da Academia consiste na atribuição destes prémios anualmente desde 1911. A partir de 1949, essas cerimónias de entrega dos prémios foram agraciadas pela presença do imperador do Japão, e desde 1990 participam tanto o imperador quanto a imperatriz.
Prémio da Academia do Japão
De 1911 até 1947, a Academia concedeu anualmente o Prémio Imperial da Academia do Japão (恩賜賞・日本学士院賞, Gakushiin Onshi Shō). Entre os vencedores das edições anteriores estão Hideyo Noguchi (1915) e Tasuku Honjo (1996). Após 1947, o nome do prémio foi alterado para Prémio da Academia do Japão (日本学士院賞, Gakushiin Shō).
Prémio Duque de Edimburgo
Em 1987, o consorte real britânico Filipe, Duque de Edimburgo, sugeriu que a Academia atribuísse bianualmente o Prémio Duque de Edimburgo a um cientista japonês com realizações notáveis na área da proteção da vida selvagem e da preservação das espécies. Para além deste prémio específico, cerca de setenta e cinco prémios e medalhas estão associados ao Duque de Edimburgo.
Medalha da Academia do Japão
A Academia outorga a Medalha da Academia do Japão desde 2004.

## Presidentes

### Presidentes da Academia de Tóquio
| Nome                          | Retrato | Mandato                             | Universidade                          | Disciplina         |
| ----------------------------- | ------- | ----------------------------------- | ------------------------------------- | ------------------ |
| Fukuzawa Yukichi (福澤諭吉)   |         | Janeiro de 1879 – junho de 1879     | Keio Gijuku (Universidade Keio)       |                    |
| Nishi Amane (西周)            |         | Junho de 1879 – dezembro de 1880    | Yōrōkan                               | Direito, filosofia |
| Katō Hiroyuki (加藤弘之)      |         | Dezembro de 1880 – junho de 1882    | Universidade de Tóquio                | Ciência política   |
| Nishi Amane (西周)            |         | Junho de 1882 – junho de 1886       | Yōrōkan                               | Direito, filosofia |
| Katō Hiroyuki (加藤弘之)      |         | Junho de 1886 – dezembro de 1895    | Universidade de Tóquio                | Ciência política   |
| Hosokawa Junjirō (細川潤次郎) |         | Dezembro de 1895 – dezembro de 1897 | Bunbu-kan (Escola do Domínio de Tosa) | Direito            |
| Katō Hiroyuki (加藤弘之)      |         | Dezembro de 1897 – junho de 1906    | Universidade de Tóquio                | Ciência política   |

### Presidentes da Academia Imperial
| Nome                         | Retrato | Mandato                             | Universidade                                                           | Disciplina        |
| ---------------------------- | ------- | ----------------------------------- | ---------------------------------------------------------------------- | ----------------- |
| Katō Hiroyuki (加藤弘之)     |         | Julho de 1906 – junho de 1909       | Universidade de Tóquio                                                 | Ciência política  |
| Kikuchi Dairoku (菊池大麓)   |         | Julho de 1909 – agosto de 1917      | Instituto para os Estudos dos Livros Bárbaros (Universidade de Tóquio) | Matemática        |
| Hozumi Nobushige (穂積陳重)  |         | Outubro de 1917 – outubro de 1925   | Universidade de Tóquio                                                 | Direito           |
| Okano Keijirō (岡野敬次郎)   |         | Novembro de 1925 – dezembro de 1925 | Universidade de Tóquio                                                 | Direito comercial |
| Sakurai Jōji (桜井錠二)      |         | Fevereiro de 1926 – janeiro de 1939 | Universidade de Tóquio                                                 | Química           |
| Hantaro Nagaoka (長岡半太郎) |         | Março de 1939 – junho de 1948       | Universidade de Tóquio                                                 | Física            |

### Presidentes da Academia do Japão
| Nome                            | Retrato | Mandato                              | Universidade           | Disciplina                    |
| ------------------------------- | ------- | ------------------------------------ | ---------------------- | ----------------------------- |
| Yamada Saburō (山田三良)        |         | Junho de 1948 – novembro de 1961     | Universidade de Tóquio | Direito internacional privado |
| Yūji Shibata (柴田雄次)         |         | Janeiro de 1962 – novembro de 1970   | Universidade de Tóquio | Química inorgânica            |
| Nambara Shigeru (南原繁)        |         | Novembro de 1970 – maio de 1974      | Universidade de Tóquio | Ciência política              |
| Kiyoo Wadachi (和達清夫)        |         | Outubro de 1974 – outubro de 1980    | Universidade de Tóquio | Geofísica                     |
| Arisawa Hiromi (有沢広巳)       |         | Outubro de 1980 – outubro de 1986    | Universidade de Tóquio | Economia, estatística         |
| Kurokawa Toshio (黒川利雄)      |         | Dezembro de 1986 – fevereiro de 1988 | Universidade de Tohoku | Medicina                      |
| Wakimura Yoshitarō (脇村義太郎) |         | Abril de 1988 – abril de 1994        | Universidade de Tóquio | Economia                      |
| Fujita Yoshio (藤田良雄)        |         | Abril de 1994 – abril de 2000        | Universidade de Tóquio | Astronomia                    |
| Ichiko Teiji (市古貞次)         |         | Abril de 2000 – outubro de 2001      | Universidade de Tóquio | Literatura japonesa           |
| Nagakura Saburō (長倉三郎)      |         | Outubro de 2001 – outubro de 2007    | Universidade de Tóquio | Físico-química                |
| Kubo Masaaki (久保正彰)         |         | Outubro de 2007 – outubro de 2013    | Universidade de Tóquio | Estudos clássicos             |
| Takashi Sugimura (杉村 隆)      |         | Outubro de 2013 – outubro de 2016    | Universidade de Tóquio | Bioquímica, oncologia         |
| Hiroshi Shiono (塩野宏)         |         | Outubro de 2016 – presente           | Universidade de Tóquio | Direito administrativo        |

Fonte:

## Correspondentes noutros países
- Real Sociedade de Londres para o Melhoramento do Conhecimento Natural (desde 1971)
- Academia Britânica (desde 1972)
- Academia Romena (desde 1976)
- Academia de Ciências da Hungria (desde 1976)
- Academia Real das Ciências da Suécia (desde 1980)
- Academia de Ciências da Bulgária (desde 1980)
- Academia das Ciências, Instituto de França (desde 1994)
- Sociedade Real do Canadá (desde 1995)
- Academia Nacional das Ciências da República da Coreia (desde 1998)
- União Alemã das Academias das Ciências e Humanidades (desde 2005)